# Walfijn

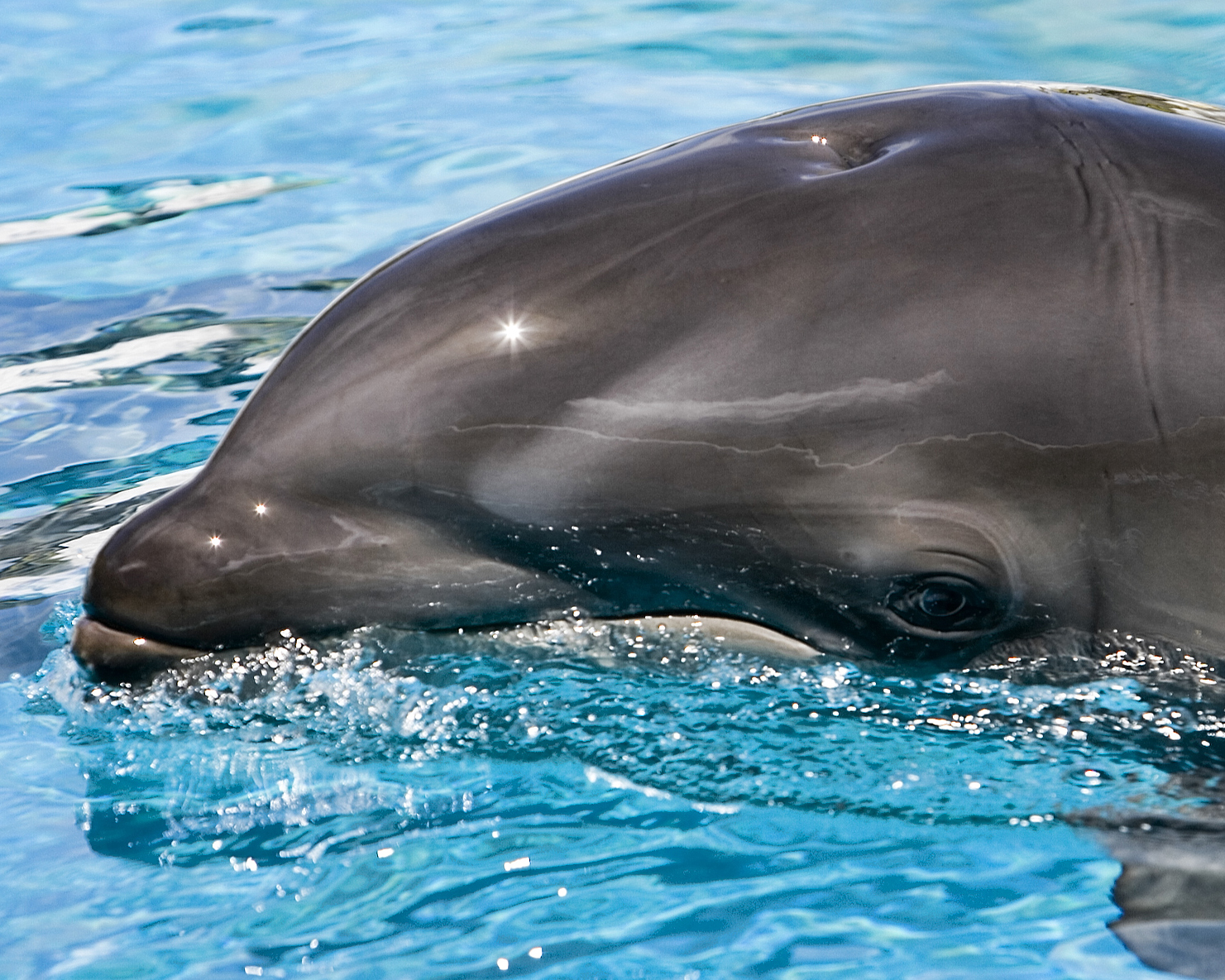
Een walfijn.

De walfijn is een kruising tussen een dolfijn van het dolfijnengeslacht Tursiops en de zwarte zwaardwalvis.
In 2010 leven er twee walfijnen in het Sea Life Park te Hawaï. De vrouwelijke walfijn bracht al drie walfijnen ter wereld, waarvan echter al twee zijn overleden. Het laatste jong, dat een zwarte zwaardwalvis als vader heeft en geboren is in 2004, is weer een tussenvorm van de walfijn en de zwarte zwaardwalvis. Dit jong zwemt mee in shows in Hawaï.